# Kalaw
Kalaw är en kommun i Myanmar.   Den ligger i regionen Shanstaten, i den centrala delen av landet, 120 km nordost om huvudstaden Naypyidaw. Antalet invånare är 163 138.